# Barrage de Caruachi
Le barrage de Caruachi est un barrage poids en béton situé sur le Caroní, dans l'État de Bolivar, au Venezuela.

## Présentation
L'installation est située à environ 59 km en aval du barrage de Guri et environ 35 kilomètres en amont de la confluence du Caroní et de l'Orénoque à Ciudad Guayana.

## Histoire et description
Le barrage de Caruachi construit entre 1998 et 2006, mesure 360 m de long et de 55 m de haut, son évacuateur de crues a une capacité totale de 30 000 m3/s.
La centrale hydroélectrique du barrage est équipé de turbines Kaplan par General Electric et a une capacité installée de 2 160 MW et produit environ 12 TWh par an.
Le réservoir du barrage a une surface de 238 km2.